# Lu Ying
Lu Ying (陆 滢) (Xangai, 22 de gener de 1989) és una nedadora xinesa. Va competir per la República Popular de la Xina als Jocs Olímpics de Londres 2012 i va guanyar una medalla de plata en els 100 metres papallona femení.